# Lars Larsen
Lars Kristinus Larsen (Arnborg, 6 de agosto de 1948 - Sejs-Svejvæk, 19 de agosto de 2019) fue un empresario danés, propietario y fundador de la cadena minorista Jysk.

## Carrera profesional
Larsen fue el fundador de la cadena minorista Jysk en 1979. Hasta 2001, la cadena se llamaba "Jysk Sengetøjslager", que traducido al español es "tienda de ropa de cama de Jutlandia".
En 2009, cuando transcurrieron 30 años desde la creación de Jysk, Larsen publicó el libro "30 år med Jysk" (30 años con Jysk). Envió por correo una copia gratuita a todos los hogares de Dinamarca, convirtiéndolo en el libro más vendido en el país.
Forbes lo nombró el 424º hombre más rico del mundo en agosto de 2019.
En junio de 2019, se anunció que Larsen se retiraría, con efecto inmediato, debido a que le diagnosticaron un cáncer de hígado grave. Pasó el cargo de presidente de la junta a su hijo, Jacob Brunsborg. Larsen murió el 19 de agosto de 2019.

## Honores
En junio de 2010, recibió el título de caballero de la Orden de Dannebrog.

## Vida personal
Vivió en Sejs-Svejbæk, localidad situada cerca de Silkeborg desde 1982. Le sobreviven su esposa, dos hijos y cuatro nietos.